# Charlotte Schoell-Glass
Charlotte Schoell-Glass (* 30. April 1951 in Schwäbisch Gmünd) ist eine deutsche Kunsthistorikerin.

## Leben
Sie studierte in Freiburg im Breisgau, München und London. Seit 1983 ist sie wissenschaftliche Mitarbeiterin. An der Universität Hamburg wurde sie 1986 promoviert (mit der Schrift Aspekte der Antikenrezeption in Frankreich und Flandern im 15. Jahrhundert: die Illustrationen der Epistre Othea von Christine de Pizan) und 1996 habilitiert (Aby Warburg und der Antisemitismus). Sie ist als Universitätsprofessorin am Kunstgeschichtlichen Seminar der Universität Hamburg tätig.
Ihre Schwerpunkte sind die Beziehungen zwischen Sprache und Bildern in Theorie und wissenschaftlicher und künstlerischer Praxis und Wissenschaftsgeschichte der Kunstgeschichte.

## Schriften (Auswahl)
- Aspekte der Antikenrezeption in Frankreich und Flandern im 15. Jahrhundert. Die Illustrationen der Epistre Othea von Christine de Pizan. 1993, OCLC 717734096.
- Aby Warburg und der Antisemitismus. Kulturwissenschaft als Geistespolitik. Frankfurt am Main 1998, ISBN 3-596-14076-5.
  - Aby Warburg and anti-semitism. Political perspectives on images and culture. Detroit 2008, ISBN 978-0-8143-3255-9.
- Verzetteln als Methode. Der humanistische Ikonologe William S. Heckscher. Berlin 2008, ISBN 978-3-05-004449-1.